# Towner
Towner è un centro abitato (city) degli Stati Uniti d'America, capoluogo della Contea di McHenry, nello Stato del Dakota del Nord. Nel censimento del 2000 la popolazione era di 574 abitanti. La città è stata fondata nel 1886. Appartiene all'area micropolitana di Minot.

## Geografia fisica
Secondo i rilevamenti dell'United States Census Bureau, la località di Towner si estende su una superficie di 2,10 km², tutti occupati da terre.

## Popolazione
Secondo il censimento del 2000, a Towner vivevano 574 persone, ed erano presenti 158 gruppi familiari. La densità di popolazione era di 268 ab./km². Nel territorio comunale si trovavano 335 unità edificate. Per quanto riguarda la composizione etnica degli abitanti, il 97,91% era bianco, lo 0,35 era afroamericano, lo 0,35% era nativo e l'1,39% apparteneva a due o più razze. La popolazione di ogni razza ispanica corrispondeva allo 0,87% degli abitanti.
Per quanto riguarda la suddivisione della popolazione in fasce d'età, il 17,1% era al di sotto dei 18, il 6,1% fra i 18 e i 24, il 20,7% fra i 25 e i 44, il 27,2% fra i 45 e i 64, mentre infine il 28,9% era al di sopra dei 65 anni di età. L'età media della popolazione era di 50 anni. Per ogni 100 donne residenti vivevano 86,4 maschi.